# 아나 파우커

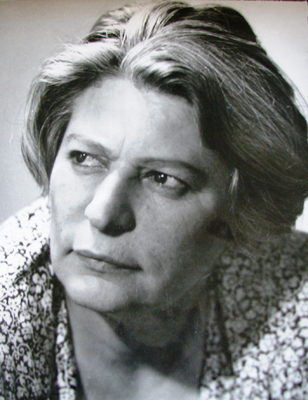

아나 파우커(Ana Pauker, 1893년 2월 13일 ~ 1960년 6월 3일), 본명  한나 라빈손(Hannah Rabinsohn)은 루마니아의 공산주의 지도자이며, 1940년대 말 ~ 1950년대 초에 루마니아의 외무장관을 역임했다. 파우커는 1947년 12월에 외무장관직에 취임하였는데, 이는 세계 최초의 여성 외무장관이 된 것이었다. 파우커는 제2차 세계대전 직후 루마니아 공산당의 비공식적인 지도자였다.